# CGTN
CGTN, voor 2016 CCTV-News, is een televisiezender van de Chinese publieke omroep China Central Television. De nieuwszender heeft verschillende kanalen. Zo is er CGTN America gericht op kijkers in het werelddeel Amerika. Dat is de tweede zender van China Central Television die zich richt op een specifiek werelddeel, de eerste zender was CGTN Africa. Beide zenders zijn Engelstalig.
De zender begon op 20 september 1997 met uitzenden. Het kantoor van CGTN is te vinden in Washington D.C., de hoofdstad van de Verenigde Staten.

## Televisieprogramma's
- Biz Asia America
- Americas Now
- The Heat
- CCTV NEWS

## Televisiepresentatoren
- Phillip Yin
- Michelle Makori
- Mike Walter
- Elaine Reyes
- Anand Naidoo